# ستيفن جولد (صحفي)
ستيفن جولد (بالإنجليزية: Stephen Gold)‏ هو صحفي وكاتب بريطاني، ولد في 15 يناير 1956، وتوفي في 12 يناير 2015.